# Hyllus robinsoni
Hyllus robinsoni là một loài nhện trong họ Salticidae.
Loài này thuộc chi Hyllus. Hyllus robinsoni được Henry Roughton Hogg miêu tả năm 1919.